# Eesti Rahvusringhääling

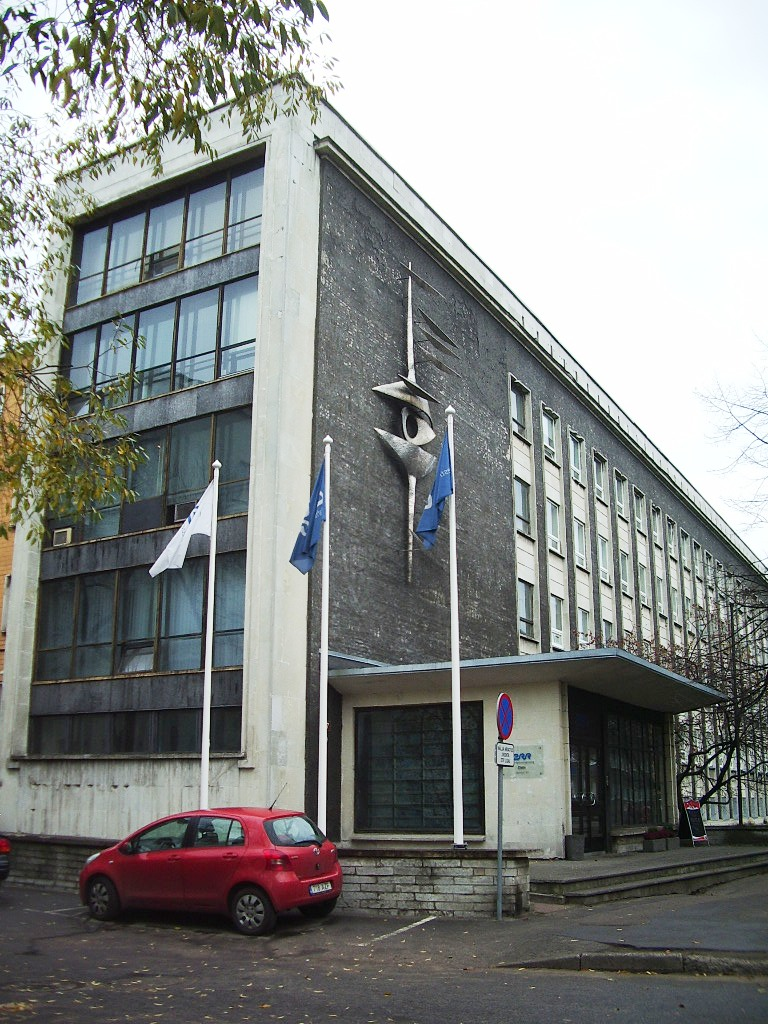
Kantoor van Eesti Rahvusringhääling

De Eesti Rahvusringhääling (ERR; Estse Publieke Omroep) is de Estse publieke omroep. De omroep werd opgericht in 2007, naar aanleiding van een fusie tussen Eesti Raadio en Eesti Televisioon.

## Geschiedenis
In de herfst van 1921 werden er voor het eerst plannen gemaakt voor een radio-uitzending, en deze kwam er. Op 11 mei 1924 was de eerste uitzending in Haapsalu, en enkele dagen daarna werd de Eesti Raadioklubi (Estse Radioclub) opgericht. In de zomer van dat jaar werd de naam veranderd in Raadio-Ringhääling.
Op 18 december 1926 werd er voor het eerst een regulier programma samengesteld, en begon de Raadio-Ringhääling steeds meer luisteraars te krijgen. Dit leidde tot de verhuizen naar een gebouw aan de Pikk tn. in Tallinn, alwaar ze hun uitzendingen vervolgden. Op 1 juni 1932 trad Estland toe tot de International Broadcasting Union. Even later veranderde de Raadio-Ringhääling haar naam in Riigi Ringhääling (Staatsomroep).
Tijdens de Sovjet-periode werd de Riigi Ringhääling sterk beïnvloed door Moskou. Sinds het uiteenvallen van de Sovjet-Unie hebben de ETV en de Eesti Raadio flinke stappen voorwaarts gemaakt, met als grootste punt de fusering in 2007. De wet riep ook de Eesti Ringhäälingunõukogu (RHN; Raad van de Estse Publieke Omroep) in het leven als beheerder van de op dat moment zes publieke netten: één tv-zender en vijf radiozenders.
Op 19 september 2014 stemde de Estse overheid in met een Russischtalige tv-zender, ten behoeve van de Russische minderheid in Estland. De eerste uitzending vond plaats in september 2015.

## Kanalen van de ERR

### Televisie
- ETV - Algemeen kanaal
- ETV2 - Kanaal voor kinderen en de Russische minderheid
- ETV+ - Russischtalig kanaal

### Radio
- Vikerraadio - Algemeen kanaal
- Raadio 2 - Gericht op de jeugd
- Klassikaraadio - Speelt voornamelijke klassieke muziek, volksmuziek, jazzmuziek en culturele programma's af.
- Raadio 4 - Voor culturele minderheden, voornamelijk de Russische minderheid
- Radio Tallinn - Voor internationale luisteraars

Alle kanalen zijn via internet te benaderen via ERR Otse, ook voor mensen die buiten Estland wonen.